# Сушкевич Валерій Михайлович
Вале́рій Миха́йлович Сушке́вич (нар. 14 червня 1954, місто Тараща, Київська область) —
український політик. Народний депутат України. Президент Національного комітету спорту інвалідів України (Національного паралімпійського комітету України) (з 1996), голова Всеукраїнського громадського соціально-політичного об'єднання «Національна асамблея інвалідів України» (з 2001), президент Асоціації «Спортивна індустрія України». Член партії ВО «Батьківщина» (з 2005). Уповноважений Президента України з прав людей з інвалідністю.

## Освіта
Закінчив механіко-математичний факультет Дніпропетровського державного університету (1971–1976) за спеціальністю «Прикладна математика», математик-програміст. Аспірант Дніпропетровського державного університету.

## Діяльність
- Вересень 1974 — травень 1975 — слюсар Дніпропетровського металозаводу.
- Листопад 1978 — липень 1980 — старший інженер Дніпропетровського відділення Тульської філії Державного спеціального конструкторсько-технологічного бюро автоматизованих систем управлінь Міністерства тракторного та сільськогосподарського машинобудування.
- Липень — грудень 1980 — старший інженер Дніпропетровської філії Павлодарського проєктно-конструкторського технологічного інституту автоматизації і механізації НВО збірних механізмів Міністерства тракторного та сільськогосподарського машинобудування.
- Грудень 1980 — березень 1990 — старший інженер-програміст обчислювального центру виробничого експериментального трикотажного об'єднання «Дніпрянка».
- Березень 1990 — червень 1992 — голова Дніпропетровської асоціації фізкультури і спорту інвалідів «Оптиміст». Голова Дніпропетровської обласної федерації фізкультури і спорту інвалідів (місто Дніпро).
- Червень 1992 — травень 1998 — провідний спеціаліст відділу соціального захисту населення Дніпровської обласної державної адміністрації.

- Депутат Дніпропетровської обласної ради народних депутатів (1990–1994).
- Співголова Всеукраїнської організації інвалідів «Союз організацій інвалідів України» (1990–1994).
- Віцепрезидент Національного Комітету спорту інвалідів України (1994–1996).
- Президент Української федерації спорту інвалідів з ураженнями опорно-рухового апарату (1994–2000).
- Член Комітету з розвитку Європейського Паралімпійського Комітету (з жовтня 1999).
- Радник Прем'єр-міністра України на громадських засадах (1996–1997, липень 2000[2] — травень 2001[3], червень 2001[4] — листопад 2002[5], грудень 2002[6] — лютий 2005[7]).
- Радник Президента України на громадських засадах (2002–2005).
- Уповноважений Президента України з прав людей з інвалідністю.

## Партійність
Член партії ВО «Батьківщина» (січень 2000–2001). Був член політвиконкому партії «Нова політика» (з липня 2001), член ПППУ (2001–2005). Знову член партії ВО «Батьківщина» (з 2005).

## Особисте життя
Володіє англійською мовою. Захоплюється риболовлею та спортом.

### Сім'я
- Батько Михайло Сергійович (1928–2008).
- Мати Катерина Володимирівна (1926) — пенсіонер.
- Дружина Юлія Миколаївна (1979) — помічник-консультант народного депутата України.
- Син Олександр (1978) — директор представництва Національного комітету спорту інвалідів України в АР Крим.
- Дочка Наталія (1980) — менеджер Національного Паралімпійського комітету Австралії.
- Син Михайло (2007)
- 3 онуки.

## Парламентська діяльність
З 19 травня 1998 до 14 травня 2002 року — народний депутат України 3-го скликання від партії «Всеукраїнське об'єднання «Громада»», № 21 в списку. На час виборів — президент Національного комітету спорту інвалідів України (місто Дніпро), член партії «ВО Громада». Був членом фракцій «Громада» та «Батьківщина». Голова підкомітету в справах інвалідів, перший заступник голови Комітету у справах пенсіонерів, ветеранів та інвалідів. У лютому 2000 обраний головою Комітету.
З 14 травня 2002 до 25 травня 2006 року — народний депутат України 4-го скликання від блоку «За єдину Україну!», № 38 в списку, член ПППУ. Був членом фракції «Єдина Україна», фракції партій ППУ та «Трудова Україна», членом групи «Воля народу», членом фракції ПППУ та фракції «Блок Юлії Тимошенко». Голова підкомітету у справах інвалідів, секретар Комітету у справах пенсіонерів, ветеранів та інвалідів.
З 25 травня 2006 до 12 червня 2007 року — народний депутат України 5-го скликання від «Блоку Юлії Тимошенко», № 39 в списку. Заступник голови Комітету у справах пенсіонерів, ветеранів та інвалідів. 12 червня 2007 достроково припинив свої повноваження під час масового складення мандатів депутатами-опозиціонерами з метою проведення позачергових виборів до Верховної ради.
З 23 листопада 2007 до 12 грудня 2012 року — народний депутат України 6-го скликання від «Блоку Юлії Тимошенко», № 39 в списку. Голова Комітету у справах пенсіонерів, ветеранів та інвалідів.
З 12 грудня 2012 року — народний депутат України 7-го скликання від партії Всеукраїнське об'єднання «Батьківщина», № 35 в списку. Голова Комітету у справах пенсіонерів, ветеранів та інвалідів.
Автор законів України: «Про гуманітарну допомогу», «Про внесення змін до деяких законів України з питань оподаткування громадських організацій інвалідів та їх підприємств», «Про державну соціальну допомогу дітям-інвалідам та інвалідам з дитинства», постанови Верховної Ради України «Про заходи щодо поліпшення соціального захисту інвалідів» та інші. Співавтор законів: «Про підтримку олімпійського, параолімпійського руху та спорту вищих досягнень в Україні», «Про підтримку олімпійського, параолімпійського руху та спорту вищих досягнень в Україні», «Про загальнообов'язкове державне пенсійне страхування», проєкту закону України «Про продовольчі банки» та багато інших.

## Уповноважений з прав людей з інвалідністю
3 грудня 2014 р. Валерія Сушкевича призначено уповноваженим Президента України з прав людей з інвалідністю одразу після запровадження цієї посади 1 грудня 2014, яка передбачає нагляд за впровадженням ратифікованої Україною Конвенції ООН про права людей з інвалідністю. 23 травня 2019 року перепризначений на посаду новообраним Президентом Володимиром Зеленським.

## Нагороди, державні ранги
- Звання Герой України з врученням ордена Держави (13 жовтня 2008) — за визначні особисті заслуги у розвитку паралімпійського і дефлімпійського руху в Україні, реалізації державних програм реабілітації інвалідів, багаторічну активну громадсько-політичну діяльність[12]
- Орден князя Ярослава Мудрого II ст. (16 вересня 2021) — за значний особистий внесок у розвиток паралімпійського руху, підготовку спортсменів міжнародного класу, забезпечення високих спортивних результатів національною паралімпійською збірною командою України на XVI літніх Паралімпійських іграх[13]
- Орден князя Ярослава Мудрого III ст. (4 жовтня 2016) — за значний особистий внесок у розвиток паралімпійського руху, підготовку спортсменів міжнародного класу, забезпечення високих спортивних результатів національною паралімпійською збірною командою України на XV літніх Паралімпійських іграх 2016 року в Ріо-де-Жанейро[14]
- Орден князя Ярослава Мудрого IV ст. (17 вересня 2012) — за значний особистий внесок у розвиток паралімпійського руху, підготовку спортсменів міжнародного класу, забезпечення високих спортивних результатів національної збірної команди України на XIV літніх Паралімпійських іграх у Лондоні[15]
- Орден князя Ярослава Мудрого V ст. (3 квітня 2006) — за значні особисті заслуги у розвитку паралімпійського і дефлімпійського руху в Україні, багаторічну активну громадсько-політичну діяльність[16]
- Повний кавалер ордена «За заслуги»:
  - Орден «За заслуги» I ст. (19 жовтня 2004) — за досягнення значних спортивних результатів, підготовку чемпіонів та призерів XII літніх Паралімпійських ігор у Афінах, піднесення міжнародного престижу України[17]
  - Орден «За заслуги» II ст. (21 березня 2002) — за досягнення високих спортивних результатів на VIII зимових Паралімпійських та XIX літніх Дефлімпійських іграх, виявлені при цьому мужність, волю і самовідданість[18]
  - Орден «За заслуги» III ст. (2 листопада 2000) — за підготовку та забезпечення участі членів збірної команди України на XI Паралімпійських іграх в Сіднеї[19]
- Заслужений працівник фізичної культури і спорту України (14 грудня 1996) — за вагомий особистий внесок у розвиток фізичної культури і спорту[20]
- Почесна грамота Кабінету Міністрів України (червень 2004[21], жовтень 2008).